# 白虎隊 (2007年のテレビドラマ)
『白虎隊』（びゃっこたい）は、東映とテレビ朝日が共同製作し、2007年1月6日と7日にテレビ朝日系で放送された新春スペシャルドラマである｡山下智久主演。視聴率は、第一夜17.4%・第二夜17.1%であった。

## あらすじ
1868年の戊辰戦争における、白虎隊士として戦う10代の若者たちの悲劇的な運命を描いている。
物語は、現代の世に生きる白虎隊士の子孫であるチャラ男な若者が、訪れた「白虎隊記念館」で自身によく似た肖像画と出会うところから幕を開ける。

## 概要
白虎隊視点で作られたため、幕末から会津戦争に至る経緯が簡単に描かれた。とりわけ本来会津藩の京都にての重要な関係である新撰組を登場させなかったために、八月十八日の政変など京都での活動は簡潔であった。
白虎隊士中二番隊の最後を見届けていない酒井峰治を主人公にしたため、自刃者で唯一の生存者飯沼貞吉が脇役になっている。
なお、会津降伏の直前に灯篭流しをするシーンがあるが、実際は会津地方には灯篭流しの文化はなく、脚本家の創作である。
2011年8月6日、福島県の東日本大震災復興支援の一環として前・後篇を特別編集し12時00分 - 16時55分に再度放送された。

## スタッフ
- 脚本：内館牧子
- 監督：橋本一
- 音楽：大島ミチル
- 撮影：仙元誠三
- 殺陣：清家三彦、中村健人
- VFX：北昌規、佐藤敦紀
- ロケ協力：会津若松市、会津若松フィルムコミッション、日新館
- 制作統括:早河洋（テレビ朝日）
- チーフプロデューサー:五十嵐文郎（テレビ朝日）
- プロデューサー：内山聖子（テレビ朝日）、手塚治（東映）、丸山真哉（東映）
- 製作協力：ジャニーズ事務所
- 制作：テレビ朝日、東映

## 出演
隊士とその子孫を演じた主役の山下智久等、子孫との1人2役のキャスティングもある。
- 酒井峰治、酒井新太郎（白虎隊士、子孫） - 山下智久（当時NEWS）
- 篠田儀三郎、篠田雄介（白虎隊士、子孫） - 田中聖（当時KAT-TUN）
- 伊東又八（白虎隊士） - 藤ヶ谷太輔（Kis-My-Ft2）
- 津田捨蔵（白虎隊士） - 斉藤祥太
- 西川勝太郎（白虎隊士） - 冨田翔
- 飯沼貞吉（白虎隊士） - 崎本大海
- 永瀬雄次（白虎隊士） - 辻本祐樹
- 石田和助（白虎隊士） - 橋爪遼
- 庄田保鉄（白虎隊士） - 栩原楽人
- 安達藤三郎（白虎隊士） - 鯨井康介
- 林八十治（白虎隊士） - 小谷幸弘
- 井深茂太郎（白虎隊士） - 多賀名将也
- 間瀬源七郎（白虎隊士） - 花谷充規
- 池上新太郎（白虎隊士） - 河野弘樹
- 伊藤俊彦（白虎隊士） - 加藤崇
- 伊藤悌次郎（白虎隊士） - 大谷翔
- 津川喜代美（白虎隊士）  権田裕一郎
- 簗瀬武治（白虎隊士） - 福田雄介
- 簗瀬勝三郎（白虎隊士） - 植山学
- 野村駒四郎（白虎隊士） - 青山雅史
- 石山虎之助（白虎隊士） - 富平和馬
- 鈴木源吉（白虎隊士） - 江嵜大兄
- 有賀織之助（白虎隊士） - 吉武周平
- 前川（白虎隊士、最初に討たれた） - 石黒英雄
- 今田（白虎隊士） - 山田晃
- 大山（白虎隊士） - 齋藤力丸
- 橋本（白虎隊士） - 川西裕士
- 酒井しげ、酒井まゆみ（峰治の母、子孫） - 薬師丸ひろ子
- 酒井もん、酒井敏子（峰治の祖母、子孫） - 野際陽子
- 酒井安右衛門、酒井虎男（峰治の父、子孫） - 高嶋政伸
- 酒井峰男（新太郎の祖父） - 伊東四朗（特別出演）
- 浅井小夜子（浅井すみ江の娘、娘子隊士） - 黒木メイサ
- 浅井すみ江（浅井小夜子の母） - 伊藤かずえ
- 山本覚馬（砲術家） - 松重豊☆
- 杉山栄太郎 - 升毅
- 酒井滝江（峰治の兄） - 黄川田将也
- 山川大蔵（会津藩若年寄） - 松尾敏伸
- 津田すぐ子（津田捨蔵の母） - 筒井真理子
- 篠田兵庫 - 飯田基祐☆
- 田中土佐 - 山田明郷
- 梶原平馬 - 宅間孝行
- 永瀬くら子 - 広岡由里子★
- 西郷細布子 - 西原亜希
- 西郷漠布子 - 菅野莉央
- 桑原なお - 人見早苗
- 原田克吉 - 小林健
- 日向内記（白虎隊隊長） - 的場浩司
- 山本八重子（覚馬の妹） - 中越典子
- 西郷隆盛 - 菅田俊
- 大久保利通 - 井田國彦★
- 益田右衛門之介 - 並木史朗★
- 高崎佐太郎 - 園井光司★
- 若生文十郎 - おかやまはじめ★
- 玉虫左太夫 - 渡洋史★
- 桂小五郎（長州藩士） - 榊英雄★
- 庄三 - 酒井敏也
- みよ - 円城寺あや
- 孝明天皇 - 石丸謙二郎☆
- 萱野権兵衛 - 石倉三郎
- 神保内蔵助（会津藩家老） - ベンガル
- 桃村発蔵 - 木下ほうか
- 伊地知正治（薩摩藩士） - 六平直政
- 世良修蔵（長州藩士、奥羽鎮撫総督府参謀） - 渡辺いっけい
- 板垣退助（土佐藩士、東山道先鋒総督府参謀） - 片岡鶴太郎（第一夜はノンクレジット）
- 松平照姫（松平容保の義姉） - 和久井映見（特別出演）
- 篠田しん子（儀三郎の母） - 若村麻由美
- 西郷千恵子（頼母の妻） - 浅野ゆう子
- 西郷頼母（会津藩家老） - 小林稔侍
- 松平容保（会津藩主、京都守護職） - 東山紀之
☆は、第一夜のみ出演
★は、第二夜のみ出演
- 棟里佳、山内明日、柄沢次郎

## エンディングテーマ
- 「ユー・レイズ・ミー・アップ」（ケルティック・ウーマン）